# فرودگاه سنت ماتیس واتر
فرودگاه سنت ماتیس واتر (به انگلیسی: Saint-Mathias Water Aerodrome) یک فرودگاه همگانی است که یک باند فرود آب دارد. این فرودگاه در کشور کانادا قرار دارد و در ارتفاع ۸ متری از سطح دریا واقع شده است.